# Pascal Ristl
Pascal Ristl (* 25. Mai 2002) ist ein deutscher Volleyballspieler.

## Karriere
Ristl kam im Alter von 12 Jahren zur FT 1844 Freiburg. Als Jugendspieler kam er bei einem Auswärtsspiel in Delitzsch zu seinem ersten Einsatz in der Zweiten Liga Süd. Er spielte danach zuerst in der zweiten Mannschaft, bevor er 2020 festes Mitglied der Zweitliga-Mannschaft wurde.
Mit den Freiburgern schaffte er in der Saison 2022/23 als Tabellenzweiter den Aufstieg in die erste Liga. Freiburg erreichte das Viertelfinale im DVV-Pokal 2023/24, verpasste aber als Tabellenzehnter der Bundesliga-Saison die Playoffs. Nach der Saison beendete er seine Karriere, um sich auf den Beruf zu konzentrieren.